# Poliuto
Poliuto (també coneguda com a I martiti, Les martyrs o Paolina e Poliuto) és una opera seria en tres actes de Gaetano Donizetti, amb llibret de Salvadore Cammarano, a partir de la tragèdia Polyeucte de Pierre Corneille.
Composta el 1838 per al Teatro San Carlo i prohibida per la censura napolitana, l'obra no s'hi estrenà. Traduïda al francès per Eugène Scribe amb el títol Les martyrs, i en quatre actes, va estrenar-se a l'Opéra de Paris el 10 d'abril de 1840. Posteriorment, la versió italiana, amb modificacions a partir de l'adaptació estrenada a París, va estrenar-se a Nàpols, al Teatro San Carlo de Nàpols el 30 de novembre de 1848.
Fou el dia posterior a la quarta representació d'aquesta òpera, el 9 d'abril del 1861, que les flames destruïren el teatre del Liceu per primer cop.